# Rosa phoenicia
Espèce
Le Rosier de Phénicie, Rosa phoenicia Boiss., est une espèce de plantes à fleurs de la famille des Rosaceae. C'est un rosier classé dans la section des Synstylae, originaire du Proche-Orient (Liban, Syrie, Israël, Turquie).
Ce rosier est considéré comme l'un des parents possibles des rosiers de Damas par des croisements fertiles avec Rosa gallica qui seraient survenus en Anatolie.

## Description
Ses feuilles sont à cinq folioles dentées. Ses fleurs blanches simples, à cinq pétales, de 2 à 5 cm de diamètre, sont groupées en corymbes paniculés. Ses fruits ellipsoïdes, orangés, mesurent de 10 à 15 mm de long.
Sarmenteux et peu rustique, il n'est très vigoureux qu'en sol sec et chaud.

## hybrides
- Rosa × richardii, ou rose sainte, rose d'Abyssinie, rose de Saint-Jean, forme basse à fleurs simples blanches, groupées en corymbes paniculés, connu depuis des temps très anciens et serait un hybride spontané (Rosa gallica × Rosa phoenicia)